# Tom Baumgart
Tom Baumgart (* 12. November 1997 in Freiberg) ist ein deutscher Fußballspieler. Er wird entweder im Sturm oder auf der rechten Außenbahn eingesetzt.

## Karriere
In seiner Jugendzeit spielte Tom Baumgart bei SV Mulda und dem Chemnitzer FC. Unter Trainer Karsten Heine gab er am 20. Februar 2016 sein Debüt für die Chemnitzer beim 2:2-Unentschieden im Derby gegen Dynamo Dresden. Beim 4:0-Sieg gegen Energie Cottbus konnte Baumgart sein Premierentor für die Chemnitzer erzielen, als er in der 61. Minute auf Vorlage von Philip Türpitz das zwischenzeitliche 3:0 erzielte.
Nachdem er mit den Chemnitzer FC in der Saison 2017/18 in die Regionalliga Nordost abgestiegen war, wechselte er zur Saison 2018/19 in die 2. Bundesliga zum FC Erzgebirge Aue und erhielt einen Vertrag bis 2021.
Im Sommer 2023 wechselte er zum Halleschen FC.
Zur Spielzeit 2024/25 kehrte Baumgart, nach 6 Jahren, zurück zum Chemnitzer FC.